# Communauté de communes du Clunisois
La communauté de communes du Clunisois est une communauté de communes française, située dans le département de Saône-et-Loire en région Bourgogne-Franche-Comté.

## Historique
La Communauté de communes du Clunisois trouve son origine dans Loi relative à l'administration territoriale de la République qui invite chaque commune à se regrouper autour de structures de coopération intercommunale avant le 31 décembre 1993.
Le 24 décembre 1993, les élus municipaux du canton de Cluny décident de la création du District du Clunysois qui regroupe les communes de Bergesserin, Berzé-le-Châtel, Blanot, Buffières, Château, Cluny, Cortambert, Curtil-sous-Buffières, Donzy-le-National, Donzy-le-Pertuis, Flagy, Jalogny, Lournand, Massilly, Massy, Mazille, Saint-André-le-Désert, Saint-Vincent-des-Prés, Salornay-sur-Guye, La Vineuse et Vitry-lès-Cluny.
Le District  du Clunysois se transforme en une communauté de communes 15 décembre 1999. S'y sont ajoutées les communes de Bray et Sivignon (1996), Sainte-Cécile (1997), puis Pressy-sous-Dondin (2002) et Chérizet (2013).
Le 1er janvier 2014, elle fusionne avec la communauté de communes de La Guiche et plusieurs autres communes passant ainsi de 26 à 36 communes.
Le 1er janvier 2017, avec la mise en place du nouveau schéma départemental de coopération intercommunale, la communauté de communes est étendue à certaines communes issues de la dissolution de la communauté de communes Entre la Grosne et le Mont-Saint-Vincent. En même temps, la commune nouvelle de La Vineuse sur Fregande est créée à partir des communes de Donzy-le-National, Massy, La Vineuse et Vitry-lès-Cluny. La communauté de communes passe ainsi de 36 à 42 communes.
Le 1er janvier 2023, les communes de Bonnay et Saint-Ythaire fusionnent pour former la commune nouvelle de Bonnay-Saint-Ythaire.

## Territoire communautaire

### Composition
La communauté de communes est composée des 41 communes suivantes :

| Nom                        | Code Insee | Gentilé         | Superficie (km2) | Population (dernière pop. légale) | Densité (hab./km2) |
| -------------------------- | ---------- | --------------- | ---------------- | --------------------------------- | ------------------ |
| Cluny (siège)              | 71137      | Clunysois       | 23,71            | 4 980 (2022)                      | 210                |
| Ameugny                    | 71007      | Ameugnaquois    | 6,47             | 168 (2022)                        | 26                 |
| Bergesserin                | 71030      | Bergesserinois  | 7,22             | 196 (2022)                        | 27                 |
| Berzé-le-Châtel            | 71031      | Berzécastellois | 5,53             | 56 (2022)                         | 10                 |
| Blanot                     | 71039      |                 | 11,52            | 196 (2022)                        | 17                 |
| Bonnay-Saint-Ythaire       | 71042      |                 | 21,29            | 443 (2022)                        | 21                 |
| Bray                       | 71057      |                 | 9,89             | 128 (2022)                        | 13                 |
| Buffières                  | 71065      | B'firons        | 12,13            | 277 (2022)                        | 23                 |
| Burzy                      | 71068      | Burzinois       | 5,31             | 58 (2022)                         | 11                 |
| Château                    | 71112      | Chatelains      | 14,04            | 232 (2022)                        | 17                 |
| Chérizet                   | 71125      | Cherzotins      | 2,88             | 19 (2022)                         | 6,6                |
| Chevagny-sur-Guye          | 71127      | Chevagnais      | 6,29             | 51 (2022)                         | 8,1                |
| Chiddes                    | 71128      |                 | 7,61             | 83 (2022)                         | 11                 |
| Chissey-lès-Mâcon          | 71130      | Chissayons      | 15,28            | 230 (2022)                        | 15                 |
| Cortambert                 | 71146      | Cortambergeois  | 16,02            | 271 (2022)                        | 17                 |
| Cortevaix                  | 71147      | Cortevaisiens   | 10,42            | 249 (2022)                        | 24                 |
| Curtil-sous-Buffières      | 71163      | Curtisiens      | 5,24             | 93 (2022)                         | 18                 |
| Donzy-le-Pertuis           | 71181      |                 | 6,11             | 147 (2022)                        | 24                 |
| Flagy                      | 71199      |                 | 8,38             | 173 (2022)                        | 21                 |
| La Guiche                  | 71231      | Guichois        | 27,77            | 598 (2022)                        | 22                 |
| Jalogny                    | 71240      |                 | 10,15            | 398 (2022)                        | 39                 |
| Joncy                      | 71242      | Joncynois       | 15,15            | 511 (2022)                        | 34                 |
| Lournand                   | 71264      | Lournandiaux    | 11,22            | 319 (2022)                        | 28                 |
| Massilly                   | 71287      | Massillois      | 5,44             | 308 (2022)                        | 57                 |
| Mazille                    | 71290      | Mazillons       | 9,48             | 401 (2022)                        | 42                 |
| Passy                      | 71344      | Passycois       | 4,36             | 70 (2022)                         | 16                 |
| Pressy-sous-Dondin         | 71358      |                 | 12,38            | 103 (2022)                        | 8,3                |
| Sailly                     | 71381      |                 | 8,96             | 70 (2022)                         | 7,8                |
| Saint-André-le-Désert      | 71387      |                 | 17,87            | 245 (2022)                        | 14                 |
| Saint-Clément-sur-Guye     | 71400      |                 | 7,4              | 139 (2022)                        | 19                 |
| Saint-Huruge               | 71427      | Hurugeois       | 4,03             | 52 (2022)                         | 13                 |
| Saint-Marcelin-de-Cray     | 71446      |                 | 13,58            | 196 (2022)                        | 14                 |
| Saint-Martin-de-Salencey   | 71452      |                 | 15,78            | 114 (2022)                        | 7,2                |
| Saint-Martin-la-Patrouille | 71458      |                 | 6,76             | 65 (2022)                         | 9,6                |
| Saint-Vincent-des-Prés     | 71488      | Viventiens      | 6,3              | 98 (2022)                         | 16                 |
| Sainte-Cécile              | 71397      |                 | 7,26             | 282 (2022)                        | 39                 |
| Salornay-sur-Guye          | 71495      |                 | 11,02            | 869 (2022)                        | 79                 |
| Sigy-le-Châtel             | 71521      |                 | 6,95             | 105 (2022)                        | 15                 |
| Sivignon                   | 71524      |                 | 12,5             | 178 (2022)                        | 14                 |
| Taizé                      | 71532      | Taizéens        | 3,16             | 196 (2022)                        | 62                 |
| La Vineuse sur Fregande    | 71582      |                 | 35,81            | 653 (2022)                        | 18                 |

### Démographie
| 1968   | 1975   | 1982   | 1990   | 1999   | 2010   | 2015   | 2021   |
| ------ | ------ | ------ | ------ | ------ | ------ | ------ | ------ |
| 13 256 | 13 200 | 12 841 | 12 546 | 12 745 | 13 672 | 13 836 | 13 987 |

## Administration

### Siège
Le siège de la communauté de communes est situé à la Maison de la Communauté de Communes, 5 place du marché à Cluny.

### Conseil communautaire
L'intercommunalité est gérée par un conseil communautaire composé de 63 élus titulaires et 37 élus suppléants issus de chacune des communes membres.
Ils sont répartis comme suit :
| Nombre de conseillers | Communes                                                        |
| --------------------- | --------------------------------------------------------------- |
| 17                    | Cluny                                                           |
| 3                     | Salornay-sur-Guye                                               |
| 2                     | Bonnay-Saint-Ythaire, La Guiche, Joncy, La Vineuse sur Fregande |
| 1 (+1 suppléant)      | les 35 autres communes                                          |

### Présidence
Le président actuel est Jean-Luc Delpeuch.
| Période                                  | Période  | Identité          | Étiquette | Qualité                                                                        |
| ---------------------------------------- | -------- | ----------------- | --------- | ------------------------------------------------------------------------------ |
| Les données manquantes sont à compléter. |          |                   |           |                                                                                |
| 2008                                     | 2019     | Jean-Luc Delpeuch | DvG       | Conseiller municipal et maire de Cluny (2008-2014)                             |
| 2019                                     | 2020     | Elisabeth Lemonon | PS        | Conseillère municipale de Cluny, conseillère départementale du canton de Cluny |
| 2020                                     | En cours | Jean-Luc Delpeuch | DvG       | Conseiller municipal et ancien maire de Cluny (2008-2014)                      |

### Compétences
L'ensemble des compétences sont inscrites dans les statuts de la collectivité.

#### Tourisme
La communauté de communes du Clunisois est l'une des communautés de communes composant le pays d'art et d'histoire « entre Cluny et Tournus » (avec celles de Lugny, Saint-Gengoux-le-National et Tournus).

#### Territoire à Énergie Positive
La Communauté de communes du Clunisois est impliquée dans une démarche innovante en matière de performance énergétique et de production d’énergie renouvelable. En effet, la CCC est un territoire TEPos (Territoire à Énergie Positive). Son objectif est de produire davantage d’énergie (renouvelable) que son territoire n’en consomme.
Elle s’est engagée en 2013 dans la démarche afin de mettre en œuvre sa stratégie en faveur de la transition écologique et énergétique et de la croissance verte.
Cet engagement s’est trouvé renforcé et confirmé le 9 février 2015 par sa désignation par la ministre de l’écologie, du développement durable et de l’énergie en tant lauréat « Territoire à énergie Positive pour la Croissance Verte ».

### Régime fiscal et budget
Le régime fiscal de la communauté de communes est la fiscalité professionnelle unique (FPU).